# Юридически факултет, Пловдивски университет
Юридическият факултет на Пловдивския университет „Паисий Хилендарски“ е основан през 1992 г. Юридическият факултет на ПУ е самостоятелен факултет за обучение на студенти по специалността „право“.
Преподавателският състав на факултета се състои от учени с научно-преподавателски опит от Института за правни науки към БАН и СУ „Св. Климент Охридски“. Декани на факултета през годините са били професор Цветана Каменова (съдия в Хагския трибунал), професор Гълъбина Петрова, професор Венцислав Стоянов  и професор Дарина Зиновиева, като настоящ декан е доц д-р Даниела Дончева.
През 2018 г. Националната агенция по оценяване и акредитация дава на факултета програмна акредитация на специалност от регулираните професии „Право“ от област на висше образование 3. „Социални, стопански и правни науки“ в Пловдивски университет „Паисий Хилендарски“ на основание обща оценка 9,17 (девет цяло и седемнадесет стотни).
С оглед многото правителствени и неправителствени начинания в направление социална политика и трудово законодателство факултетът се оформя, като най-продуктивният в областта на трудовото право и общественото осигуряване. Първият юридически факултет в страната, в който по инициатива на Цветана Каменова като задължителни дисциплини започват да се изучават Право на Европейския съюз, Авторско право и Патентно право.
Много от възпитаниците на факултета защитават успешно докторантури в чужбина.
Във факултета работят преподаватели, които водят лекционни курсове в различни университети по света и България, сред които проф. д-р Кино Лазаров, проф. д.ю.н. Васил Мръчков, проф. д-р Емилия Друмева, проф. д-р Янаки Стоилов, проф. д-р Емилия Къндева, проф. д.ю.н. Антон Гиргинов, проф. д-р Жасмин Попова, чл.-кор. проф. д.ю.н. Цанка Цанкова, проф. д-р Поля Голева, проф. д-р Дарина Зиновиева, проф. д.ик.н. Веселин Цанков, проф. д.ю.н. Георги Пенчев, проф. д-р Гълъбина Петрова и много други.